# Dynasty Warriors 2
Dynasty Warriors 2 (真・三國無双,, Shin Sangoku Musō) é um jogo de ação e luta desenvolvido pela Omega Force e distribuído pela Koei. É o segundo título da série Dynasty Warriors, mas o primeiro da série Shin Sangoku Musō. O jogo ficou tão diferente do primeiro que na Ásia Oriental teve um nome diferente, porém nos outros países ficou conhecido como Dynasty Warriors 2. Foi lançado no Japão em 3 de agosto de 2000, na América do Norte em 26 de outubro de 2000, e nos Estados Unidos, em 24 de novembro de 2000. É exclusivo para o console PS2.

## Personagens jogáveis
| Wei         | Shu         | Wu              | Other      |
| ----------- | ----------- | --------------- | ---------- |
| Cao Cao     | Liu Bei     | Sun Jian        | Lu Bu      |
| Zhang Liao  | Guan Yu     | Sun Quan        | Diao Chan  |
| Xiahou Dun  | Zhang Fei   | Sun Shang Xiang | Dong Zhuo  |
| Sima Yi     | Zhuge Liang | Zhou Yu         | Zhang Jiao |
| Xiahou Yuan | Jiang Wei   | Taishi Ci       | Yuan Shao  |
| Xu Zhu      | Huang Zhong | Lu Xun          |            |
| Dian Wei    | Zhao Yun    |                 |            |
|             | Ma Chao     | Lu Meng         |            |
|             |             | Gan Ning        |            |

## Recepção
O jogo foi recebido com uma recepção positiva a mediana no lançamento, com a GameRankings dando uma pontuação de 72%, enquanto a Metacritic deu 75 de 100. A Famitsu deu uma pontuação de 31 de 40.